# Satan's Circus
Albums de Death in Vegas
Scorpio Rising
(2002) Trans-Love Energies
(2011)
Singles
1. Ein für die Damen (seulement en vinyle)
Sortie : 13 septembre 2004
2. Head (seulement en vinyle)
Sortie : 4 octobre 2004

Satan's Circus est le quatrième album du groupe britannique d'electronica Death in Vegas et le premier édité par leur propre label, Drone records. Il est accompagné d'un deuxième CD, Live at Brixton, enregistré lors d'un concert à la Carling Brixton Academy de Londres en 2002.
Au contraire de leurs précédents disques, cet album n'accueille aucun chanteur invité. Il est cependant construit comme un hommage au groupe allemand Kraftwerk, en particulier le titre Zugaga dont la mélodie est très proche de celle de Trans-Europe Express.

## Liste des titres
Toutes les chansons sont écrites et composées par Richard Fearless  et Tim Holmes.
| Satan's Circus | Satan's Circus                          | Satan's Circus | Satan's Circus | Satan's Circus | Satan's Circus | Satan's Circus | Satan's Circus | Satan's Circus | Satan's Circus |
| No             | Titre                                   | Durée          |                |                |                |                |                |                |                |
| -------------- | --------------------------------------- | -------------- | -------------- | -------------- | -------------- | -------------- | -------------- | -------------- | -------------- |
| 1.             | Ein für die Damen                       | 5:24           |                |                |                |                |                |                |                |
| 2.             | Zugaga                                  | 7:17           |                |                |                |                |                |                |                |
| 3.             | Heil Xanax                              | 6:52           |                |                |                |                |                |                |                |
| 4.             | Black Lead                              | 4:13           |                |                |                |                |                |                |                |
| 5.             | Sons of Rother                          | 6:06           |                |                |                |                |                |                |                |
| 6.             | Candie McKenzie                         | 4:13           |                |                |                |                |                |                |                |
| 7.             | Reigen                                  | 7:22           |                |                |                |                |                |                |                |
| 8.             | Kontroll                                | 5:11           |                |                |                |                |                |                |                |
| 9.             | Anita Berber                            | 7:39           |                |                |                |                |                |                |                |
| 10.            | Head                                    | 5:32           |                |                |                |                |                |                |                |
| 11.            | Come on Over to Our Side, Softly Softly | 3:15           |                |                |                |                |                |                |                |
| 63:04          |                                         |                |                |                |                |                |                |                |                |

| Live at Brixton (CD bonus) | Live at Brixton (CD bonus) | Live at Brixton (CD bonus) | Live at Brixton (CD bonus) | Live at Brixton (CD bonus) | Live at Brixton (CD bonus) | Live at Brixton (CD bonus) | Live at Brixton (CD bonus) | Live at Brixton (CD bonus) | Live at Brixton (CD bonus) |
| No                         | Titre                      | Durée                      |                            |                            |                            |                            |                            |                            |                            |
| -------------------------- | -------------------------- | -------------------------- | -------------------------- | -------------------------- | -------------------------- | -------------------------- | -------------------------- | -------------------------- | -------------------------- |
| 1.                         | Natia                      | 1:33                       |                            |                            |                            |                            |                            |                            |                            |
| 2.                         | Leather                    | 3:29                       |                            |                            |                            |                            |                            |                            |                            |
| 3.                         | Girls                      | 4:29                       |                            |                            |                            |                            |                            |                            |                            |
| 4.                         | Dead Threat                | 5:06                       |                            |                            |                            |                            |                            |                            |                            |
| 5.                         | Rekkit                     | 6:00                       |                            |                            |                            |                            |                            |                            |                            |
| 6.                         | Blood Yawning              | 7:33                       |                            |                            |                            |                            |                            |                            |                            |
| 7.                         | 23 Lies                    | 3:56                       |                            |                            |                            |                            |                            |                            |                            |
| 8.                         | Flying                     | 7:23                       |                            |                            |                            |                            |                            |                            |                            |
| 9.                         | Dirge                      | 5:36                       |                            |                            |                            |                            |                            |                            |                            |
| 10.                        | Help Yourself              | 11:26                      |                            |                            |                            |                            |                            |                            |                            |
| 11.                        | Scorpio Rising             | 5:30                       |                            |                            |                            |                            |                            |                            |                            |
| 12.                        | Hands Around My Throat     | 6:41                       |                            |                            |                            |                            |                            |                            |                            |
| 68:42                      |                            |                            |                            |                            |                            |                            |                            |                            |                            |

## Classement par pays
| Pays   | Classement |
| ------ | ---------- |
| France | 79         |